# Reliquie attribuite a Gesù

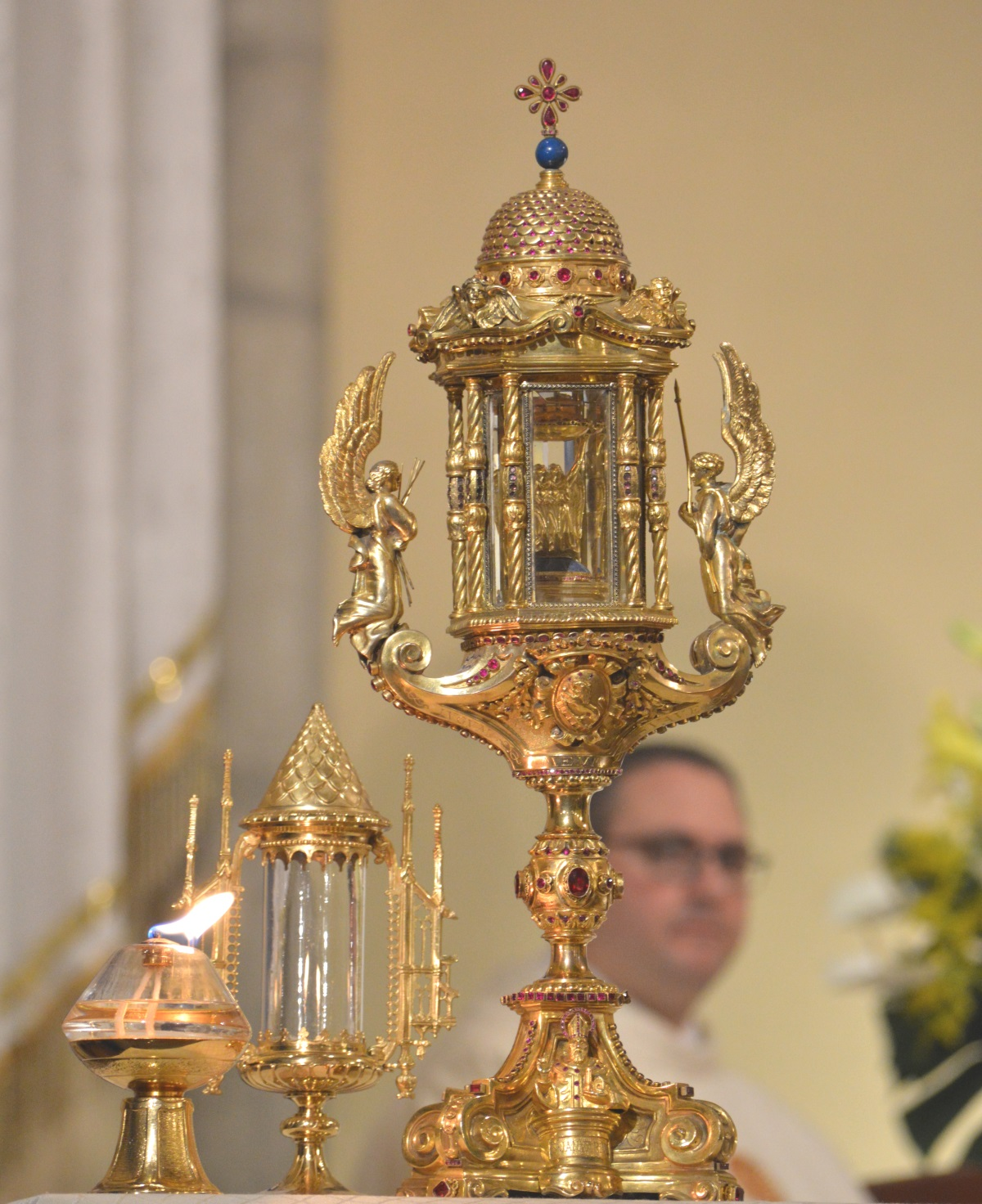
Reliquiario del Preziosissimo Sangue di Cristo custodito nella chiesa di Santa Maria del Sepolcro a Potenza

Secondo la tradizione cristiana antica, esistono numerose reliquie di Gesù, che si possono classificare come segue.

## Località
Tracce di sangue di Gesù sono tuttora conservate nelle chiese di Mantova, Ferrara, Crema, Terni, Sarzana, Weingarten, Bruges e Fécamp. In particolare, la reliquia del Preziosissimo Sangue di Cristo conservata nella cripta della Basilica di Sant'Andrea di Mantova, secondo il racconto tradizionale, fu portata in quella città dal centurione romano Longino che, secondo la tradizione evangelica, aveva trafitto Gesù in croce con la propria lancia. Anche nella Chiesa di San Giacomo, a Clauzetto, in provincia di Pordenone, si conserva un'ampolla donata alla locale comunità nel Settecento da un nobile della Serenissima Repubblica di Venezia e oggetto di vasta venerazione.
A Potenza, nella Chiesa e convento di Santa Maria del Sepolcro i frati minori custodiscono la reliquia del Preziosissimo Sangue: una zolletta di terra imbevuta del sangue di Cristo.
Altre tracce di sangue, e in alcuni casi frammenti di carne, derivano da miracoli eucaristici: tra queste vi sono quelle conservate a Orvieto (dal miracolo eucaristico di Bolsena) e a Lanciano.
Fino al 1983 era conservato nella chiesa di Calcata, vicino a Viterbo, il presunto prepuzio del piccolo Gesù (circonciso, secondo i Vangeli, come tutti gli Ebrei). A ogni Capodanno esso veniva esposto al pubblico dei fedeli.
A Sant'Ambrogio di Valpolicella (Verona) vengono custoditi, racchiuse in una preziosa teca d'argento e cristallo, quelli che un testo descrive come frammenti del legno della croce del Signore, un pezzetto di velo bianco e di altro velo rosso con tracce del sangue di Gesù. La venerazione risale al 1726. Per tradizione le reliquie vengono esposte solennemente solo una volta l'anno, il lunedì di Pasqua.
A Cannobio è conservata, in un prezioso reliquiario, una costa proveniente da un dipinto raffigurante la deposizione che intorno all'anno 1500, una sera di un 7 gennaio, avrebbe iniziato a sanguinare e avrebbe emesso l'osso, tuttora conservato.

## Strumenti della Passione
Sono chiamati "Strumenti della Passione" gli oggetti usati per la crocifissione di Gesù: la croce, i chiodi e la corona di spine. Secondo la tradizione, essi sarebbero stati ritrovati dall'imperatrice Elena, madre dell'imperatore Costantino I, venerata come santa dalla Chiesa cattolica.
- Dei tre chiodi trovati da Elena, oggi uno sarebbe conservato a Roma (Santa Croce in Gerusalemme) e un altro a Milano (appeso sull'altare maggiore del duomo); il terzo secondo la tradizione è inserito nella Corona ferrea a Monza (usata per incoronare i Re d'Italia, ma alcuni ipotizzano che si tratti del diadema all'elmo di Costantino I, essendo stato scoperto che è d'argento), secondo altri nella Lancia Sacra di Longino, oggi a Vienna. Il quarto è custodito a Colle di Val d'Elsa.
- La Corda di Cristo è una reliquia legata alla Passione di Gesù Cristo. Secondo la tradizione cristiana, si tratterebbe della corda utilizzata per legare Gesù durante il suo arresto nel Getsemani o lungo il tragitto verso il Golgota.
- La croce, che veniva conservata a Gerusalemme, subì alterne vicissitudini finché quel che ne rimaneva andò perduto nel 1187 durante le Crociate, ma ne sono rimasti diversi frammenti che nei secoli erano stati donati alle monarchie europee. Le parti principali si trovano nella basilica di Santa Croce in Gerusalemme a Roma, mentre innumerevoli frammenti e schegge sono sparsi in tutto il mondo. I reliquiari della Vera Croce sono detti stauroteche.
- La corona di spine sarebbe stata portata a Parigi da Luigi IX di Francia, noto come Il Santo, che avrebbe fatto costruire la Sainte-Chapelle per custodirla. A Monreale nel Duomo si conserva una spina della corona donata da Filippo III di Francia dove riposa parte dei resti del padre Luigi IX di Francia; a Cefalù nel Duomo alcune spine della corona donate da Ruggero II di Sicilia e successivamente alcune trafugate e portate a Gratteri (PA); a Sciacca nella Chiesa di San Michele due sacre spine si trovano presso la chiesa di San Michele arcangelo. Queste spine furono donate da Eleonora d'Aragona figlia di Giovanni di Sicilia e dal marito Guglielmo Peralta; esse sono state ritenute autentiche dall'allora vescovo di Agrigento Matteo Fugardo quando il 31 maggio 1386 emanò una bolla vescovile in occasione dell'inaugurazione della chiesa e parte del Monastero di Maria Santissima dell'Itria conosciuta come la Badia grande. Queste sacre spine erano appartenute alla famiglia reale siciliana, a cui erano arrivate tramite i D'Angiò. Una spina della corona sarebbe conservata a Bari nella Basilica di San Nicola. Presenta sulla punta del sangue coagulato, che secondo la tradizione in alcune date diventerebbe sangue vivo[senza fonte]. Un'altra spina (chiamata dai devoti Sacra Spina) è conservata ad Andria e in occasione del Venerdì Santo anch'essa sanguinerebbe o fiorirebbe[3] come la Sacra Spina custodita nella Chiesa di San Giovanni Bianco (BG)
- Un'altra spina è custodita nella chiesa della Santa Spina di Petilia Policastro in Calabria.
- Un'altra farebbe parte del tesoro conservato nel Duomo di Cagliari in Sardegna. Un'altra è custodita nel Santuario di Pompei. Una spina è conservata nel Museo dell'Opera del Duomo di Pisa mentre un'altra fu posta sempre a Pisa nella chiesa di Santa Maria di Ponte Nuovo, poi diventata della Spina, ma adesso conservata nella chiesetta di Santa Chiara. Una spina fu donata da San Luigi IX, re di Francia, al beato Bartolomeo di Breganze nel XII secolo. Il vescovo Bartolomeo, nativo di Breganze in territorio vicentino, esiliato in Francia da Ezzelino da Romano, la portò con sé a Vicenza al ritorno dall'esilio e fece costruire un'apposita chiesa, detta di Santa Corona, per custodirla. Una invece, venne donata alla fine del Trecento al cardinale Leonardo De Rossi da Giffoni da Carlo IV, che, a sua volta la donò alla sua città natale, Giffoni Valle Piana oggi conosciuta in tutto il mondo per il Giffoni Film Festival. Fino al 1800 venne custodita nel trecentesco convento di San Francesco. Oggi, la Spina Santa, è conservata nella chiesa Madre dell'Annunziata, nella cui sacrestia si può ammirare un coro ligneo del XVI secolo e la balaustra in legno del XIV secolo, provenienti proprio dal convento di San Francesco. Ogni anno, nei venerdì del mese di marzo la reliquia viene esposta al culto dei fedeli e al termine di ogni celebrazione viene fatta baciare.

- Elena avrebbe ritrovato inoltre il Titulus crucis, iscrizione apposta sopra la Croce di Gesù, e la scala che Gesù salì per raggiungere l'aula dove fu interrogato da Ponzio Pilato prima della crocifissione. Quest'ultima è conservata a Roma, presso la Scala Santa, vicino alla Basilica di San Giovanni in Laterano.

Oltre a queste reliquie, i Vangeli e la tradizione menzionano la Sacra Tunica, tirata a sorte dai soldati romani, e la Sacra Spugna che, imbevuta di acqua e aceto, fu portata alla bocca di Gesù Cristo agonizzante in croce.

## La sindone di Torino

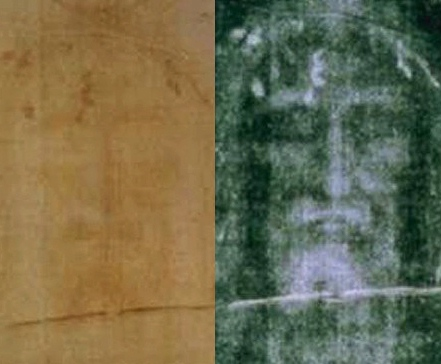
Dettaglio del volto dell'uomo della Sindone: a sinistra l'immagine reale, a destra il negativo in bianco e nero

In epoca contemporanea la più nota, studiata e discussa reliquia attribuita a Gesù è la Sindone ("lenzuolo" in greco), attualmente conservata a Torino e di possesso personale del Papa. Secondo la tradizione è il lenzuolo nel quale è stato avvolto il corpo di Gesù nel sepolcro. Il tessuto è di lino e misura 442x113 cm. Presenta la doppia immagine (frontale e dorsale) di un uomo con barba, baffi e capelli lunghi, recante sul corpo i segni corrispondenti alla descrizione della passione: flagellazione, coronazione di spine, mani e piedi trapassati da chiodi, ferita di lancia nel costato. L'immagine non è dipinta ma deriva da un graduale ingiallimento della fibra tessile, come se si trattasse dell'impressione negativa di una pellicola fotografica. In corrispondenza delle ferite più profonde sono presenti tracce di sangue di tipo AB.
La storia della Sindone è documentata con certezza solo a partire dal 1353, quando il cavaliere francese Goffredo di Charny, che aveva combattuto in Medio Oriente, ne dichiarò il possesso. La Chiesa non si è mai ufficialmente pronunciata circa l'autenticità della Sindone e ne permette comunque la venerazione. In epoca contemporanea è stata oggetto di numerosissimi studi scientifici. Ha destato grande eco l'esame del carbonio 14 realizzato nel 1988, secondo il quale va datata tra il 1260 e il 1390, date compatili con le prime testimonianze documentali della sua esistenza. Tuttavia studi successivi hanno posto in discussione lo studio e ancora non è chiaro se sia autentico o una riproduzione

## Il sudario di Oviedo
Un'altra reliquia attribuita a Gesù, meno nota e studiata della Sindone, è il sudario di Oviedo, un panno di lino che sarebbe stato usato per pulire il volto di Gesù durante la deposizione e prima di essere avvolto dalla Sindone. Contiene macchie indistinte di sangue di tipo AB. L'esame al carbonio 14 lo ha datato al VII secolo.

## La sacra corda di Santa Croce a Cipro
Secondo la tradizione, fu sant’Elena a portare la reliquia durante il suo viaggio di ritorno da Gerusalemme, dove si era recata alla ricerca della Vera Croce e di altre reliquie di Cristo. Passando per Cipro, decise di affidare la sacra corda ai monaci del monastero, forse come gesto di ringraziamento. Oggi, il frammento della sacra corda è custodito in una croce-reliquiario del 1817, posta nella parte principale dell’iconostasi del monastero, accanto all’immagine del Salvatore. Questa croce di legno, rivestita di argento e oro, è decorata con scene della vita di Cristo e reca ai quattro estremi le immagini degli evangelisti. Al centro, uno sportellino dorato permette di vedere la reliquia, chiamata Agios Kanavos (la sacra corda di canapa), un reperto unico al mondo.